# Moto G
El Motorola Moto G es un teléfono inteligente de gama media, parte de la familia Moto surgido de la colaboración entre Google y Motorola a raíz de su adquisición. Fabricado por Motorola, fue presentado en Brasil en 2013 y su sucesor en Alemania en 2014 y la tercera generación en Estados Unidos en 2015.
El Moto G posee especificaciones similares a terminales como el Nexus 4 y el Samsung Galaxy S III. Tiene una interfaz pura de Android y un rápido ciclo de actualizaciones el cual hasta entonces solo era exclusivo de los dispositivos de Nexus de Google. Por este y otros motivos, como el haber combinado hardware de muy buena calidad junto a un reducido precio, hicieron de este terminal y luego, de la gama G de los Moto, que tuvieran muy buena fama y que sean teléfonos inteligentes muy exitosos y alabados por sus usuarios.
La primera y segunda generación del Moto G, tienen variantes GSM, CDMA y LTE. A partir de la tercera generación, vienen con todas estas tecnologías de red ya incorporadas de fábrica en todas sus variantes.

## Moto G (1.ª generación)

### Diseño
Sus dimensiones son 129.9 x 65.9 x 11.6 mm, con un peso de 143 g. Posee una entrada de 3.5 mm para auriculares o manos libres, un puerto micro-USB para transferencia de datos y carga de batería (soporta OTG), cámara frontal y trasera, altavoz, flash y un pequeño LED blanco para las notificaciones sobre la pantalla.
Su cubierta trasera es de plástico liso negro y tiene forma convexa. Utiliza Micro SIM.
El Moto G posee además cubiertas traseras de colores llamadas Shells (se venden por separado). La Grip Shell  lo protege contra golpes añadiendo una suave goma al contorno del celular y la Flip Shell protege la pantalla contra los rayones, además de hacer más agradable el móvil al tacto.
Es muy similar al móvil de gama alta Moto X lanzado tres meses antes, pero existen distintas diferencias entre ambos. El Moto G posee un procesador menos potente y no tiene notificaciones activas en pantalla ni control de voz sin tocar el móvil ya que carece del chip dedicado al procesamiento de voz. Moto G cuenta con cubiertas traseras intercambiables y el Moto X solo puede ser personalizado a través la página web de Motorola (solo disponible en EE. UU. y México a través de Telcel).

### Pantalla
El Moto G tiene un tamaño de 4,5 pulgadas y una resolución de 720x1280 HD con la tecnología LCD IPS. El resultado de esta combinación es una densidad de 329 PPI y diagonal de 11.3 cm. La pantalla está recubierta con cristal Gorilla Glass 3, que la protege contra rayones y golpes leves.

### Especificaciones
Su procesador es basado en el SoC Qualcomm Snapdragon 400 de cuatro núcleos ARM Cortex-A7, con una velocidad reloj de 1.2 GHz, GPU Adreno 305 y 1 GB de memoria RAM.
Posee una memoria interna de 8 GB o 16 GB. La versión original del Moto G no cuenta con ranura para tarjetas MicroSD sin embargo, al poseer USB OTG, es posible utilizar almacenamiento externo.
La versión LTE posee 8 GB de memoria interna y cuenta con ranura para tarjeta MicroSD de hasta 32 GB.
Conectividad:
- GSM Internacional GSM/GPRS/EDGE (850, 900, 1800, 1900 MHz) y UMTS/HSPA+ hasta 21 Mbps (850, 900, 1900, 2100 MHz)
- GSM EEUU GSM/GPRS/EDGE (850, 900, 1800, 1900 MHz) y UMTS/HSPA+ hasta 21 Mbps (850, 1700 (AWS), 1900 MHz)
- CDMA CDMA/EVDO Rev A (850, 1900 MHz)
- LTE Bandas 2, 4, 5, 17 (1900, 1700, 850, 700 MHz) además de GSM y HSPA+
- Wi-Fi 802.11 b/g/n, con Wi-Fi Direct, hotspot móvil y DLNA
- Bluetooth 4.0

Posee los siguientes sensores:
- Acelerómetro
- Sensor de proximidad
- Brújula o magnetómetro
- GPS, GLONASS
- Sensor de orientación
- Sensor de luz ambiental
- Giroscopio (únicamente en la versión LTE XT1040/ XT1045)

### Cámara
Es el apartado más débil del Moto G. Sin embargo, es una cámara funcional y con una aceptable calidad de imagen. Sus especificaciones son:
- Cámara de 5 Mpx con auto-enfoque, frontal de 1.3 Mpx (varía según versión del Android)
- Flash LED
- Temporizador de disparo de 3 o 10 segundos
- Vídeo a 720p y 30 fps con audio estéreo y posibilidad de pausar la grabación (Solo en Android 4.4.4 KitKat y versiones posteriores)
- Foto HDR
- Toma de fotografías panorámicas
- Modo ráfaga (manteniendo presionado el botón de captura)
- Grabación de vídeo en cámara lenta sin sonido, 720p a 120 fps
- Se puede tomar fotos al mismo tiempo que se graba vídeo.

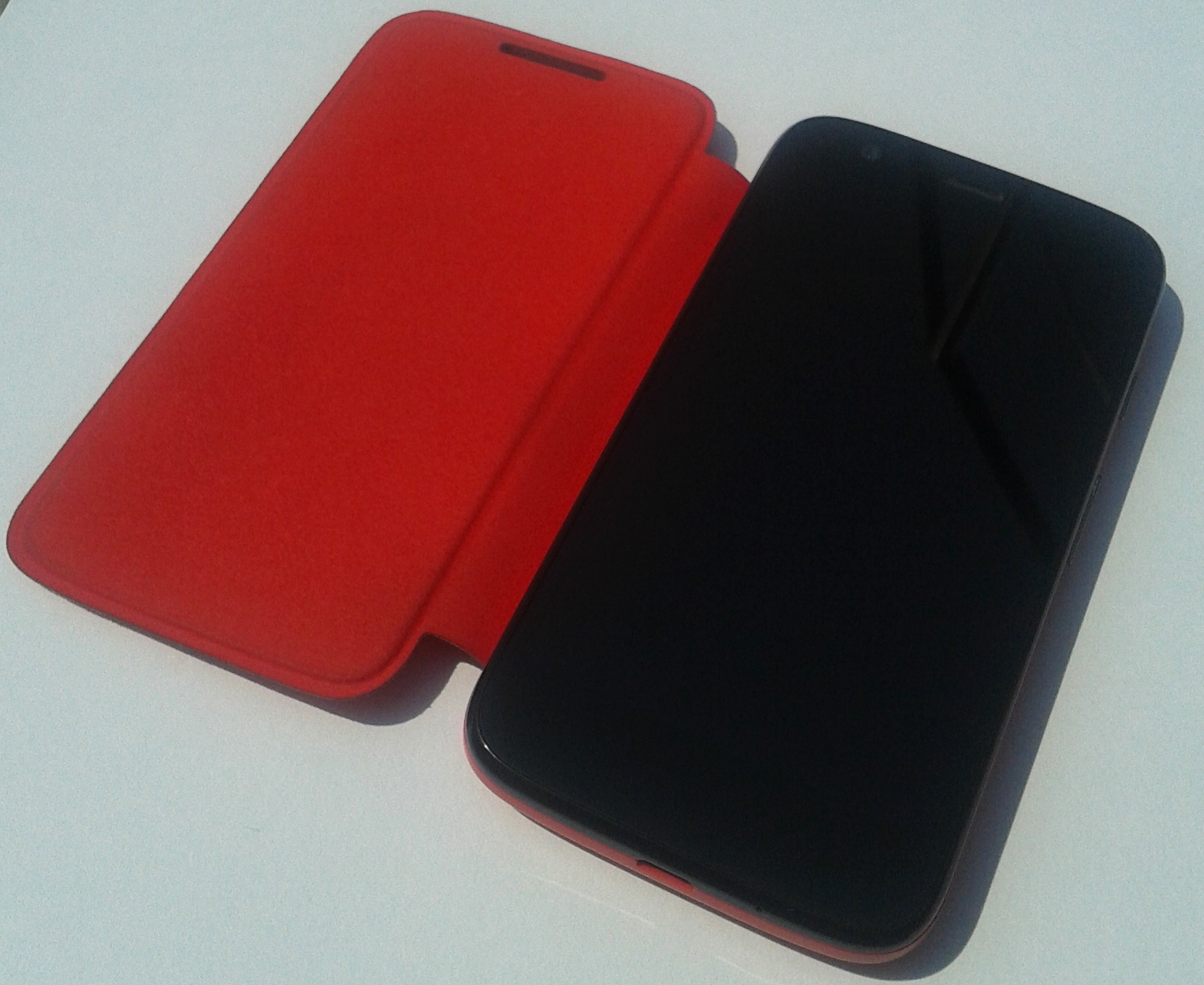
Moto G (1.ª gen.) con Flip Shell.

### Batería y autonomía
Batería de Li-Ion con capacidad de 2070 mAh no removible y con una autonomía combinada de aproximadamente 24 horas.

### Software
El Moto G fue lanzado al mercado inicialmente con la versión 4.3 Jelly Bean del sistema operativo Android. Sin embargo, desde Motorola se confirmó la actualización a Android 4.4.2 KitKat. Esto lo convirtió en uno de los pioneros de este software junto con los dispositivos Nexus de Google. A finales de diciembre de 2013, el Moto G se empezó a actualizar a la nueva versión de Android, esta actualización vino antes de lo esperado, ya que Motorola anunció que estaría disponible a finales de enero de 2014.
En febrero de 2014, Motorola lanzó una actualización menor de firmware que soluciona algunos fallos en el software del Moto G.
A comienzos de junio de 2014, Motorola lanzó Android 4.4.3 y a fines del mismo mes Android 4.4.4 para toda su gama de móviles Moto (X, G y E) inicialmente en los Estados Unidos y posteriormente a nivel internacional.
A mediados de octubre de 2014 Motorola, mediante su blog oficial, confirmó que ambas generaciones de su móvil Moto G se actualizarían a Android 5.0 Lollipop en los próximos meses al igual que el Moto X, Moto E, Droid Ultra, Droid Maxx y Droid Mini. El 15 de diciembre de 2014, fue lanzada la OTA de actualización a Android 5.0.1 Lollipop para la versión Google Play Edition de Moto G (solo XT1032). Más tarde se lanzó Android 5.0.2 Lollipop a través de OTA con corrección de errores. 
El 2 de abril de 2015 Motorola liberó mediante OTA la versión de Android 5.1 para Moto G Google Play Edition.
A finales de 2015, Motorola lanzó un listado de los dispositivos elegibles para la actualización a la próxima versión de Android 6.0 Marshmallow, entre los cuales se encuentra el Moto G de segunda generación, aunque no así su homónimo de primera generación. Sin embargo, a comienzos de 2016, un usuario xda confirma haber portado completamente funcional la actualización oficial del moto G 2014 al 2013. Esto se debió principalmente a que ambos dispositivos comparten el mismo chipset y memoria (qualcomm MSM822x y 1 GB de RAM).

## Versiones
El Moto G (XT1032 Internacional) con sonido Full HD. (XT1034 en EE. UU.) original fue lanzado al mercado en dos capacidades, 8 GB (desde $179) y 16 GB (desde $199). Existen también variantes como la versión Dual-SIM (XT1033) y CDMA (XT1028/XT1031) para el mercado estadounidense.

#### Moto G Google Play Edition
A mediados de enero de 2014, Motorola anunció el Moto G Google Play Edition. Esta versión elimina las aplicaciones y personalizaciones propias de Motorola dejando así la interfaz de Android completamente limpia, además de ponerlo a la par con los Nexus en cuanto a actualizaciones directas de Google. Se encuentra disponible su venta a través de la Play Store solamente en los Estados Unidos. Actualmente esta variante de Moto G ya cuenta con Android 5.1 Lollipop

#### Moto G 4G LTE
En mayo de 2014, junto al lanzamiento del Motorola Moto E, se anunció la versión LTE del Moto G (XT1045). Sus prestaciones son idénticas al modelo original agregando soporte para redes LTE 4G de alta velocidad, giroscopio y una ranura para tarjeta de memoria MicroSD de hasta 32 GB.
También existen otras variantes físicas como el Moto G Color Edition, Moto G Forte (conjunto de Moto G y Grip Shell, modelo XT1008) Moto G Ferrari Edition y Moto G Limited Brazil Edition (con motivos de la Copa Mundial de Fútbol de 2014)

## Moto G (2.ª generación)

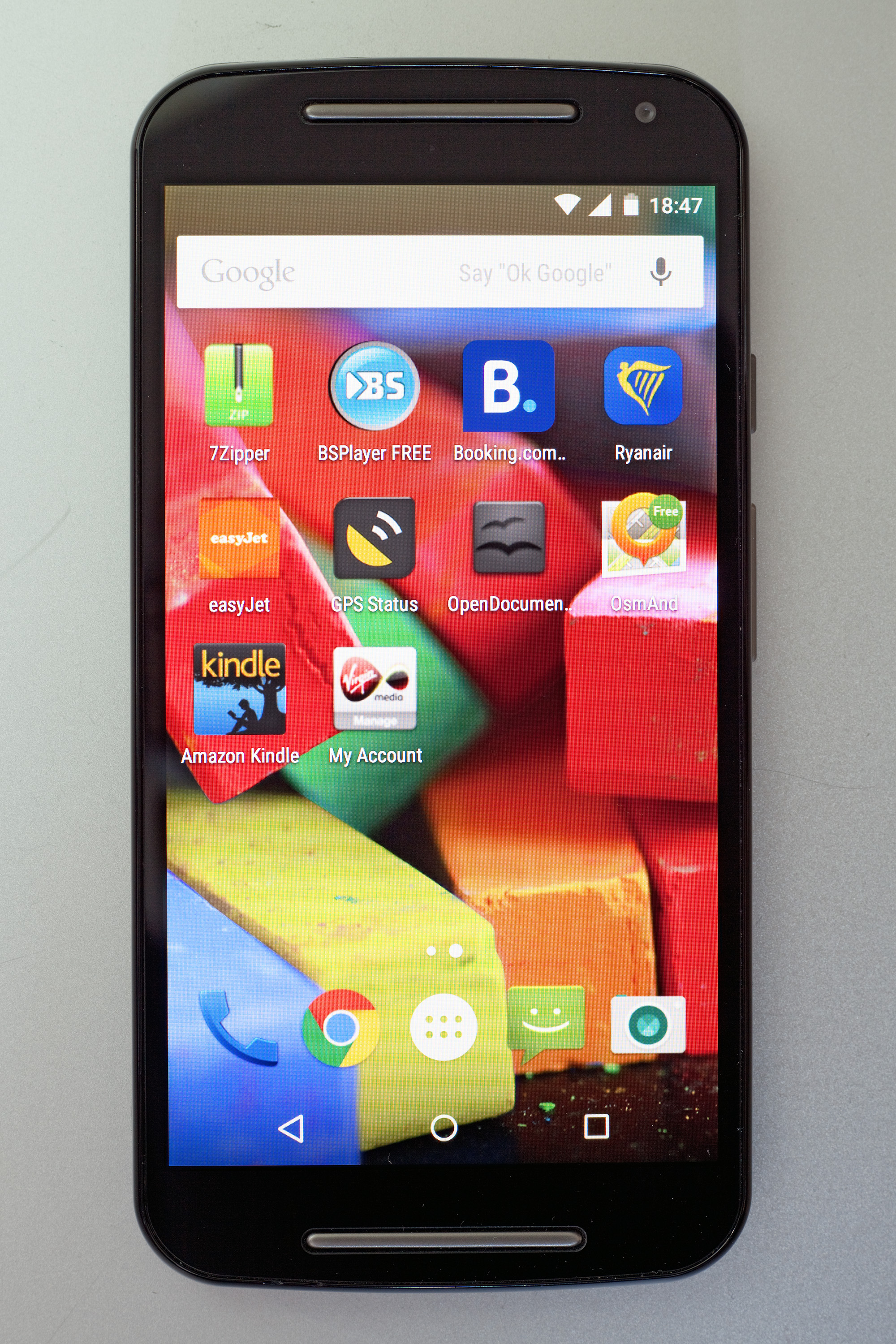
Moto G segunda generación, corriendo android 5.0.2 Lollipop.

El día 5 de septiembre de 2014 Motorola presentó en Berlín, Alemania, su siguiente generación de Moto G. El nuevo Moto G (XT1063) mantiene las mismas especificaciones técnicas que el modelo anterior salvo pequeños cambios estéticos y a nivel hardware.
Sus dimensiones son 141.5 x 70,7 x 11 mm, la pantalla crece de 4.5" (329 ppp) a 5" (294 ppp) manteniendo la misma resolución. La cámara trasera posee un nuevo sensor con mejor calidad de 8 Mpx y la frontal de 2 Mpx. Los altavoces ahora son estéreo y pasan a ocupar la parte frontal del móvil, cuenta con ranura Micro SD al igual que el Moto G LTE. Fue lanzado con Android 4.4.4 de fábrica, y ya se puede actualizar a Android 6.0 Marshmallow.

### Especificaciones
- Procesador basado en el SoC Qualcomm Snapdragon 400 de cuatro núcleos ARM Cortex-A7, con una velocidad reloj de 1.2 GHz, GPU Adreno 305 y 1GB de memoria RAM, idéntico al Moto G original.
- Pantalla de 5" 720x1280 HD con la tecnología LCD IPS con densidad de 294 ppp.
- Cámara trasera de 8 Mpx con AF, frontal de 2 Mpx.
- Giroscopio.
- 8/16 GB de memoria interna con ranura para tarjeta de memoria.
- Altavoces estéreo en la parte frontal del móvil.

También cuenta con sus respectivas Shells y Flip Shells intercambiables de colores (Motorola no lanzó Grip Shells para esta generación) y variante de doble ranura para la tarjeta SIM (Modelo XT1068). Su precio de lanzamiento fue de $179 dólares estadounidenses.
En marzo de 2015, Motorola lanzó la versión LTE de su Moto G de 2.ª generación (XT1072) con una mayor capacidad de batería a comparación del modelo original.
- Cámara trasera de 13 Mpx (f/2.0, FOV 76 grados, AF, Flash LED doble con CCT), frontal 5 Mpx
- Acelerómetro, sensor de luz ambiente, magnetómetro, brújula, sensor de proximidad y sensor Hub
- 8/16 GB de memoria interna con ranura para tarjeta de memoria de hasta 32 GB.
- 1 altavoz frontal (altavoz), auricular para llamadas y micrófono con cancelación de ruido.
- Batería de 2470 mAh, uso mixto hasta 24 horas. no extraíble por el usuario
- Con certificación IPX7 de resistencia a salpicaduras.
- Lanzado con Android Lollipop 5.1.1, actualizable a 6.0/6.0.1 Marshmallow.

Las dimensiones del actual modelo
- Altura: 144.2 mm (5.62 pulg.)
- Ancho: 72.4 mm (2.88 pulg.)
- Curvatura: 5.1-11.6 mm (0.24-0.48 pulg.)

## Política de actualizaciones
Según varias fuentes de información, Motorola actualizará sus equipos únicamente por un año, es decir que recibirá solo 2 actualizaciones o versiones de Android para así garantizar que sus compradores compren nuevos equipos.
Una excepción a esta regla fue el Moto G de tercera generación o Moto G 2015, que salió al mercado con Android 5.1.1 Lollipop y finalizó su soporte con Android 6.0.1 Marshmallow, sin haber recibido Android Nougat. Esto provocó que los usuarios del dispositivo reclamaran a Lenovo la actualización a Android 7.0 Nougat. Este reclamo sin embargo, no tuvo respuesta alguna de parte de Lenovo y lenovo solo actualizo a android 7 los moto g (4 generación)

## Posición en los rankings
Por opinión popular, los Moto G han coronado los rankings de mejores móviles de gama media desde que saliera en 2014. Aunque no se conocen datos oficiales, algunos indicadores como el ranking de ventas de Amazon España indican que el dispositivo se coloca en el top de más vendidos.